# Сан Джовани Джемини
Сан Джова̀ни Джѐиини (на италиански: San Giovanni Gemini; на сицилиански: San Giuanni, Сан Джуани) е градче и община в Южна Италия, провинция Агридженто, автономен регион и остров Сицилия. Разположено е на 670 m надморска височина. Населението на общината е 8159 души (към 2010 г.).